# Bertil Unger (journalist)
Bo Bertil Unger, född 8 november 1920 i Stockholm, död 22 april 1990 i Hollywood, USA, var en svensk journalist och dansare. Han var tvillingbror till Gustaf Unger och emigrerade tillsammans med brodern till USA 1947. Han var son till kapten Ewert Unger och Harriet Ringström.

## Filmografi i urval roller
- 1938 – Julia jubilerar
- 1940 – Kyss henne!
- 1940 – Snurriga familjen
- 1940 – Gentleman att hyra
- 1953 – Pippi på luckan
- 1976 – Nä, nu blommar de'!
- 1983 – Ett bord för fem